# アクセル・ティスチャー
アクセル・ミヒャエル・ティスチャー（Axel Michael Tischer、1986年11月5日 - ）は、ドイツのプロレスラー。ザクセン州ドレスデン出身。WWEでのリングネームはアレクサンダー・ウルフ（Alexander Wolfe）。

## 来歴

### キャリア初期
2001年、EW-COM（Eurowrestling-Company）にてトレーニングを積み、アックスマン（Axeman）のリングネームでプロレスラーデビューを果たす。地元であるザクセン州を拠点とするESW（East Side Wrestling）を中心に活動し、2003年よりラッサ・クーリオとイースト・サイド・ポッシー（East Side Posse）なるタッグチームを結成。同年11月8日、EW-COMにてe.comタッグ王座を獲得。

### wXw
2009年5月1日、ドイツのメジャー団体であるwXwに参戦。この参戦をきっかけに常連となり、7月よりベルンド・フェールとタッグを結成。10月3日、wXw世界タッグ王座争奪トーナメントに出場。準決勝にてサムタック・ジャック & タルカン・アスランを破り、決勝の4wayイリミネーションマッチに進出するもベルトを獲得するに至らなかった。
2010年4月10日、GSW（German Stampede Wrestling）にてイバン・キエフとのタッグチーム、ニュー・デバイン（New Divine）でGSWタッグ王座を保持するダグ・ウィリアムス & マーティン・ストーンに挑戦して勝利し、ベルトを奪取。7月30日、wXwにて当時wXwと交流のあった日本の団体であるNOAH所属であった金丸義信と対戦するが最後に金丸のフィニッシャーであるタッチアウトを喰らい敗れた。
2011年3月11日、wXwのシングルトーナメントである16 Carat Gold 2011に出場し、1回戦にて大日本プロレス所属の佐々木義人 (プロレスラー)と対戦するがラリアットを喰らい敗退した。5月15日、wXw & NOAHによる合同イベントのGenesis in Germanyにて梶原慧と対戦してデスバレーボムを決めて勝利した。
2012年1月12日、wXw Back 2 the Roots XIにて石川晋也と対戦。デスバレーボムを決めて勝利。5月19日、wXw Dead End XIIにてBJW認定世界ストロングヘビー級王座を保持する佐々木義人にリベンジマッチを兼ねて挑戦するも前回と同じくラリアットを喰らい返り討ちに遭った。7月、初来日を果たし大日本プロレスに参戦。28日にはCZW & wXw & 大日本プロレスの3団体合同のイベントであるWorld Triangle Night in Osakaにて内田祥一と対戦してデスバレーボムを決めて勝利した。
8月11日、リングネームを本名であるアクセル・ティスチャー（Axel Tischer）へと変更。wXw Fans Appreciation Weekend 2012にてデイビー・リチャーズとwXw統一世界王座挑戦権を懸けて対戦して勝利し、翌12日のwXw統一世界王座4wayマッチに王者であるエル・ジェネリコ、バッド・ボーンズ、カーステン・ベックと対戦してベックにデスバレーボムを決めて勝利し、ベルトを奪取した。9月14日、1dayトーナメントであるAMBITION 3に出場。1回戦でキム・レイにアンクルホールドを決めて勝利し、準決勝ではエリック・シュワルツにニーバーで勝利。そして決勝にてティモシー・サッチャーと対戦して三角絞めを決めて勝利。優勝を飾った。名実共にwXwの頂点へ立ったティスチャーは11月3日にCZWがオーバーハウゼンにて行ったin Germanyに乗り込み、メインイベントでDJハイドと対戦してデスバレーボムを決めて勝利。ベルトを防衛した。
2013年10月、再来日を果たし大日本プロレスの大日本最侠タッグリーグ戦にアックスマンとして若手である河上隆一と組んでブロックAにエントリーするが勝ち点2という結果に終わった。
2014年1月18日、wXw Back To The Roots XIIIにてwXwショットガン王座を保持するカーネージにスティールケージマッチ形式による試合で挑戦し、金網から脱出してベルトを奪取した。3月、16 Carat Gold 2014に出場。1回戦でKUSHIDA、準々決勝でジョン・クリンガー、準決勝でビッグバン・ウォルターを破り決勝でクリス・ヒーローと対戦するがハングマンズ・エルボーを決められ優勝するに至らなかった。10月、オーバーハウゼンにて行われたCZW、wXw、大日本プロレスの3団体合同で行われたリーグ戦であるWorld Triangle League 2014にwXw代表としてエントリーするが勝ち点6で予選落ちとなった。

### WWE

#### NXT
2015年4月15日、アメリカのメジャー団体であるWWEと契約を交わし入団。トレーニング施設であるWWEパフォーマンスセンターにて訓練を開始し、6月より傘下団体であるNXTに昇格。7月15日、NXTにて初登場を果たしサモア・ジョーと対戦するもマッスル・バスターからコキーナ・クラッチへと極められ敗戦した。8月7日、NXT Liveにてリングネームをアレクサンダー・ウルフ（Alexander Wolfe）へと変更。
2016年3月4日、ソーヤー・フルトンと組んでハイプ・ブロズ（ザック・ライダー & モジョ・ローリー）と対戦するが敗戦。この試合をきっかけにフルトンとタッグを結成して活動を開始。10月12日、NXTのダスティ・ローデス・タッグトーナメント・クラシックにてエリック・ヤングとニッキー・クロスを加えたヒールユニット、サニティー（SAnitY）として登場。ボビー・ルード & タイ・デリンジャーと対戦。デリンジャーを一方的に攻め、ルードは敵前逃亡。最後にデリンジャーに合体技を決めて勝利した。8月19日、TakeOver: Brooklyn IIIにてデインと組んでNXTタッグ王座を保持するオーサーズ・オブ・ペイン（アカム & レーザー）に挑戦。しかし、試合開始直前にパートナーを急遽デインからヤングへと交代。序盤から両チーム入れ乱れる荒れた展開となる。終盤にはニッキーとデインの介入でアカムを襲撃するとレーザーをリングに上げ、ヤングとの合体技で勝利。ベルトを奪取した。

#### WWE
2018年4月17日、WWE・SmackDown Liveにてスーパースター・シェイクアップが行われ、ヤングとデインと共に昇格を果たす。6月19日、SmackDown Liveでリング上でマイクアピールを行っていたウーソズが挑戦者を呼ぶ形で登場。入場時にウーソズを強襲。リングを席巻した。

## 得意技
フィニッシュホールド
ライガーボム
デスバレーボム
フィニッシャー。
その他得意技
クローズライン
シャイニング・エンズイギリ
ジャーマン・スープレックス
Tボーン・スープレックス
抱え上げ式バックドロップ
リアネイキッドチョーク

## 獲得タイトル
WWE
- NXTタッグ王座 : 1回

w / エリック・ヤング & キリアン・デイン
wXw
- wXw統一世界王座 : 1回
- wXwショットガン王座 : 1回
- AMBITION 3 : 2012年度優勝

GSW（German Stampede Wrestling）
- GSWタッグ王座 : 1回

w / イバン・キエフ
- GSWブレイクタフ王座 : 1回

GWF（German Wrestling Federation）
- GWFベルリン王座 : 1回

## 入場曲
- Monstercrazy
- Tell me
- Formula One
- Controlloed Chos - 現在使用中